# Мар, Сусанна Георгиевна
Суса́нна Георгиевна Мар (настоящая фамилия Чалхушья́н, 26 февраля 1900, Нахичевань-на-Дону — 27 октября 1965, Москва) — русская поэтесса, переводчица.

## Биография
Родилась в 1900 году в Нахичевани (ныне — Пролетарский район Ростова-на-Дону), в семье известного нахичеванского юриста и общественного деятеля Г. Х. Чалхушьяна. В 1920 году вступила в литературную группу «Ничевоки». Автор книги стихов «Абем» (Москва, 1922), посвящённой А. Мариенгофу.
В первом браке с Рюриком Роком (1898—1962) — поэтом, лидер литературной группы «Ничевоки», во втором — с Иваном Аксёновым (1884—1935) — поэтом, литературным и художественным критиком, переводчиком.
Среди переводов С. Мар — стихотворения Мицкевича и его поэма «Пан Тадеуш» (отдельное издание — 1956), переводы из английской поэзии (в составе «Антологии новой английской поэзии», 1938).
Умерла 27 октября 1965 года в Москве. Урну с прахом Сусанны Мар подхоронили в могилу матери, Софии Андреевны, на Армянском кладбище Ростова-на-Дону.

## Цитаты
- Она была «легкомысленной и дикой… не заняла никакого положения в советской литературе и не боялась потрясения основ вроде напечатания Мандельштама. Она рано умерла и, говорят, писала живые и настоящие стихи». — Н. Я. Мандельштам, «Вторая книга».